# Volací značka
Volací značka (anglicky callsign), lidově volačka, v amatérském radioprovozu radioamatérská značka, je identifikace vysílače pomocí kombinace písmen a číslic. Je přidělena oprávněnou autoritou (v ČR je to ČTÚ) pro instituce, pro jednotlivce nebo pro kolektivní (klubovní) stanice. Volací značky jsou mezinárodní i vnitrostátní. Amatérským radiostanicím se přidělují mezinárodní značky, profesionálním radiostanicím pro lokální potřebu především vnitrostátní značky.
V letectví je volací znak totožný s imatrikulací letounu, kdy v leteckém provozu, více než o identifikaci člověka, jde o identifikaci letounu. Imatrikulace letounům v ČR přiděluje Úřad pro civilní letectví (ÚCL), jakožto český letecký úřad, a to v souladu s Mezinárodní organizací pro civilní letectví (ICAO).
Např. v USA je běžné udělování volacích značek rozhlasovým a televizním stanicím (i ve VKV), pod kterými jsou známé (např. KISM, WCEV, KBCB-TV).

## Vnitrostátní volací značky
V Československu a v České republice upravoval do roku 2000 tvorbu volacích značek předpis Federálního ministerstva spojů č. j. 11018/71-R/1 z ledna 1972.
Vnitrostátní volací značka byla podle něj složena z třípísmenného prexifu, označujícího provozovatele radiostanice, a čísla rozlišujícího jednotlivé radiostanice téhož provozovatele. První písmeno prefixu vyjadřovalo kraj (každý kraj měl dvě písmena), druhé okres a třetí příslušnost k hospodářskému odvětví. Některé organizace a radioprovozy však dostaly zvláštní volací značky mimo tento systém, například pražské metro.
Radiostanice na pražské tramvaji linky 22, pořadové číslo 15, tak měla například volací znak KGX 822/15 (čteno: ká gé iks osmsetdvacetdva patnáctý). Volací značky radiostanic zásahových vozidel Veřejné bezpečnosti, záchranné služby a některých dalších jednotek byly vyznačeny na střechách vozidel. Ze seriálu Sanitka[zdroj⁠?!] je veřejnosti znám prefix KQZ pro ZZSHMP (používaný dodnes).
V roce 2000 nahradila dosavadní předpis z roku 1972 vyhláška Ministerstva dopravy a spojů, která způsob tvorby volací značky nepředepisuje. Mnoho organizací si ponechalo volací značky podle původního schématu, jiné dostaly volací značku podle vlastního návrhu, například Dopravní podnik měst Mostu a Litvínova má prefix MOLI, karlovarský dopravní podnik prefix KVDP, městská policie Zlín VEGA, jihlavský dopravní podnik prefixy AUTOBUS a TROLEJBUS, liberecký dopravní podnik prefix TANGO, českobudějovický dopravní podnik prefix MHD a pražské metro prefix METRO.
Policie ČR pak používá čistě slovní prefixy, které jsou ale v režimu utajení.
Hasičský záchranný sbor ČR a některé jednotky sborů dobrovolných hasičů používají značky Pxx, kde xx je zkratka příslušného okresu, dále zpravidla jednotky kategorie JPO II a III značky Hxx a JPO V Lxx dále se pak přidává zkratka okresu ve kterém daná jednotka působí; záchranná služba ve většině ČR pak podobně Zxx – mimo Zlínského kraje, kde se používá DOKTOR a Moravskoslezského kraje, kde se používá ZÁCHRANA.

### Prefixy krajů
První písmeno vnitrostátní volací značky podle předpisu platného v letech 1972–2000:
- Středočeský kraj: A, L
- Jihočeský kraj: B, M
- Západočeský kraj: C, N
- Severočeský kraj: D, P
- Východočeský kraj: E, R
- Jihomoravský kraj: F, S
- Severomoravský kraj: G, T
- Západoslovenský kraj (+ Bratislava): H, U
- Středoslovenský kraj: I, V
- Východoslovenský kraj: J, X
- Praha: K, Y

### Prefixy okresů
Druhé písmeno vnitrostátní volací značky podle předpisu platného v letech 1972–2000: Podle abecedního pořadí okresu v rámci kraje počínaje od A. Pro radioprovoz zasahující více okresů bylo druhé písmeno Q.

### Prefix resortu
Třetí písmeno vnitrostátní volací značky podle předpisu platného v letech 1972–2000: Doprava měla písmeno X nebo N, záchranná služba písmeno Z.

## Mezinárodní volací značky
Mezinárodní volací značka se skládá z prefixu, označení země, odkud stanice vysílá, a jedinečného sufixu, označení stanice.

### Jednoduchá volací značka
Značka OK1XYZ znamená:
- OK1 je prefix. OK je mezinárodní prefix přidělený České republice. Číslice v prefixu OK označovala do roku 2005 území, kde je sídlo stanice: OK1 Čechy, OK2 Morava, do rozdělení Československa OK3 Slovensko a do začátku 2. světové války OK4 Podkarpatská Rus (nyní součást Ukrajiny). Od května roku 2005 je rozdělení trochu jiné. Prefixy OK1 až OK7 jsou stanice s plným oprávněním (tzv. třída A). Prefix OK8 se přiděluje cizincům, OK9 jsou stanice začátečníků (tzv. třída N) s omezeným výkonem.
- XYZ je sufix, jedinečná část volací značky. Sufixy jsou jedno až třípísmenné. Pokud třípísmenný sufix po prefixu OK1 a OK2 začíná K nebo R nebo O, jedná se o značku radioklubu. Jednopísmenné sufixy a stanice s prefixem OL jsou zvláštní značky (krátkodobé příležitostné, značky pro mezinárodní radioamatérské závody).

Kromě toho existuje řada různých speciálních značek.

### Prefixy zemí
Prefixy zemí jsou přidělovány Mezinárodní telekomunikační unií (ITU). V radioamatérském pojetí je celý svět rozdělen na tzv. entity (země) podle amerického diplomu DXCC. Těchto entit je přes 330 a jejich počet se mění, jak země v souladu s politickým děním vznikají a zanikají. Například zaniklo Československo a vzniklo Česko a Slovensko.
Podmínky diplomu DXCC stanovují, co lze za novou entitu (zemi) uznat a co ne. Jako země jsou uznávány třeba i malé ostrovy a dokonce skaliska v moři.
Seznam těchto entit lze získat např. u Českého radioklubu.
DXCC seznam se nemusí krýt s oficiálním seznamem ITU prefixů, použití některých prefixů lze považovat za nelegální.
Příklady prefixů jednotlivých „zemí“:
- OK, OL – Česko
- OM – Slovensko
- SP – Polsko
- DL – Německo
- atd.

Jsou i jednopísmenné prefixy:
- K, W, N – USA
- G, M – Spojené království
- atd.

### Doplňky a kombinace
Značky během provozu možno doplnit znaky:
- /p – vysílání z přechodného stanoviště (portable)
- /m – vysílání za pohybu – třeba z auta nebo i pěšky (mobile)
- /mm – vysílání z lodi (maritime mobile)
- /am – vysíláni z letadla (aero mobile)

Občasné nahrazení písmena číslem u cizích stanic většinou znamená něco jako portable. SP5ABC/6 znamená, že polský radioamatér z okrengu 5 (Varšava) vysílá z okrengu 6 (Vratislav).
- OM3AB/OK1XY – OK1XY je na návštěvě u OM3AB a vysílá z jeho stanice.
- DL/OK1SI/p – OK1SI je na dovolené v Německu a vysílá z přechodného stanoviště; to smí jen platí-li v navštívené zemi tzv. licence CEPT.